# Compresión de audio

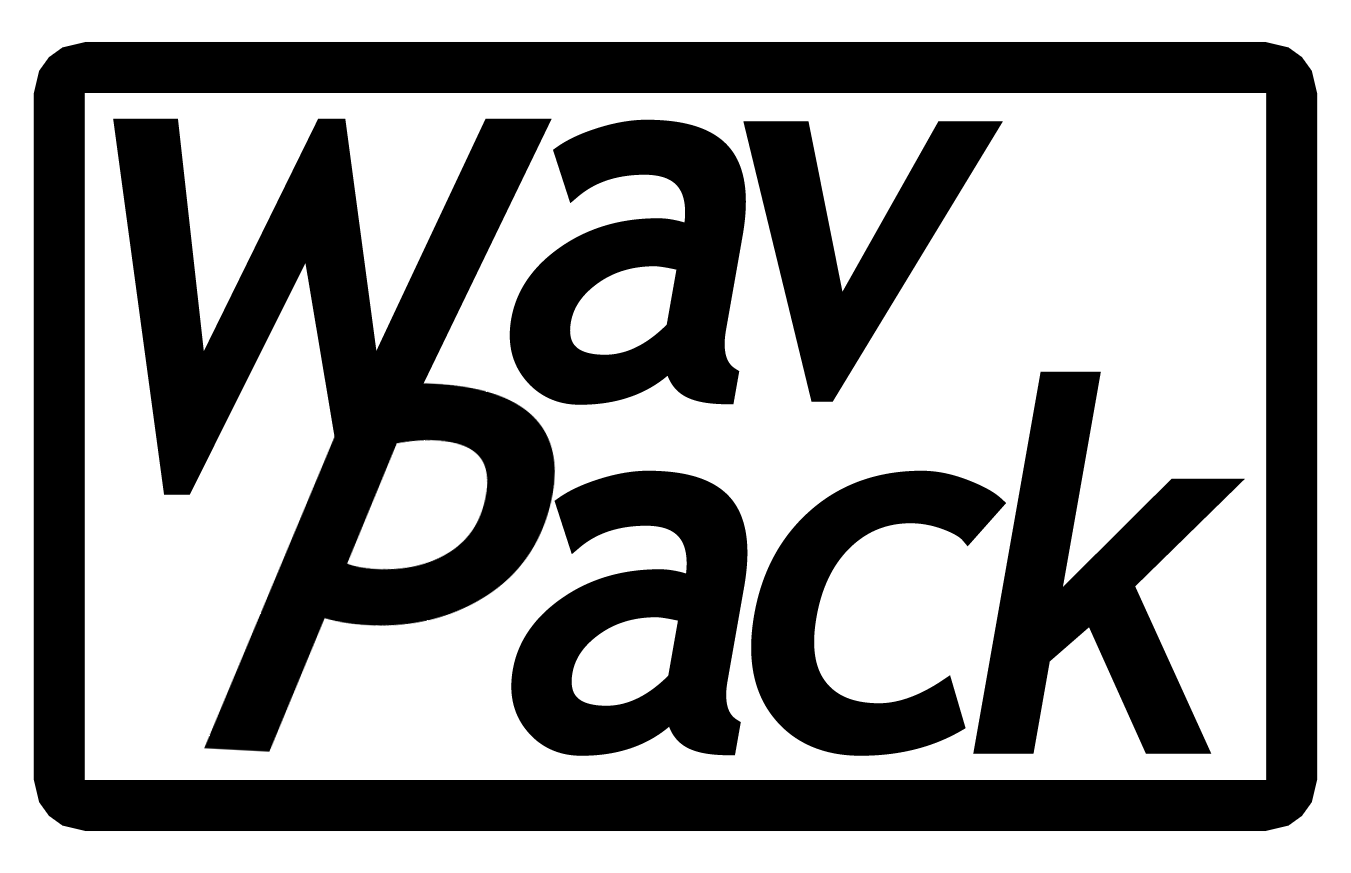
Logo de WavPack

La compresión de audio es una forma de compresión de datos, específicamente en la reducción del tamaño de los archivos de audio. Los algoritmos de compresión de audio normalmente son llamados códec de audio. Existen dos tipos de compresión, basados en algoritmo de compresión sin pérdida o algoritmo de compresión con pérdida.
El sonido son oscilaciones que se transmiten por un medio material, medio que normalmente es el aire. Cuando hablamos de audio estamos hablando de una adaptación del sonido a otro medio, el paso a un soporte. Existen diferentes soportes de audio como pueden ser el vinilo, las cintas magnéticas o un formato digital como WAV, MP3 u OGG.
La compresión de audio es un proceso por el cual se reduce la tasa de bits de una señal digital de audio buscando como fin la reducción de su peso en disco. El audio más cercano o fidedigno con respecto al sonido real es normalmente el WAV de 32 bits y 192 kHz. A medida que se comprime el audio se reducen estos valores, con lo cual se pierde fidelidad con respecto al sonido original.
Para comprender rudimentariamente el proceso de compresión de audio hay que imaginar que el sonido está compuesto por ondas de forma curva; como cualquier curva las del sonido también tienen infinitos puntos en su recorrido. Cuando se pasa de un sonido a audio digital lo que se hace es ubicar esa onda en una suerte de ejes coordenados, si se quisiese representar la onda tal como es esto sería imposible porque las curvas tienen infinitos puntos y por ende las coordenadas del eje serían infinitas. Cuando se crea un audio las ondas son representadas en los ejes con un número limitado de puntos pero intentando un grado de exactitud tal que el sonido reproducido sea lo más fiel posible al sonido grabado. La compresión de audio consiste de una forma esquemática en una reducción de la cuadrícula de los ejes coordenados, lo que se traduce en una menor cantidad de puntos y por ende una más baja fidelidad de sonido, pero a la vez ese menor número de puntos significa una menor cantidad de datos y por ende el archivo de audio resultante tiene un peso menor.
NotaLa compresión de datos de audio, que es la reducción del número de la tasa de bits de las señales digitales de audio, no debe ser confundida con compresión de rango dinámico de señales.